# Milad Intezar
Milad Intezar (* 4. November 1992 in Kabul) ist ein niederländisch-afghanischer Fußballspieler. Er steht beim niederländischen Verein FC Lienden unter Vertrag und ist seit 2016 afghanischer Nationalspieler.

## Karriere

### Verein
Intezar wurde in der afghanischen Hauptstadt Kabul geboren und kam im Alter von vier Jahren in die Niederlande. Er begann mit dem Fußballspielen beim CVV Renkum und wechselte als Neunjähriger in die Jugend des Ehrendivisionären NEC Nijmegen. Zur Saison 2011/12 aber musste er den Verein verlassen, was er später als den Tiefpunkt seiner Karriere bezeichnete. Er wechselte daraufhin zum FC Oss in die Eerste Divisie. Sein Debüt in der zweiten Liga absolvierte der Abwehrspieler am 28. Oktober 2011 (11. Spieltag) bei der 0:2-Niederlage gegen den FC Eindhoven. Insgesamt spielte Intezar 15-mal in der Liga und verließ den Verein am Ende der Saison. Nach einem Jahr bei DIO '30 Druten wechselte er zum damaligen Viertligisten FC Lienden. Nach einem 10. Platz in der ersten Saison gewann man in der Saison 2014/15 die Meisterschaft und auch die Relegationsspiele gegen die Kozakken Boys, allerdings verzichtete man auf den Aufstieg. Erst in der darauffolgenden Saison stieg man nach der erneuten Meisterschaft auf.

### Nationalmannschaft
Zusammen mit seinen Vereinskollegen Anoush Dastgir und Esmat Shanwary wurde Intezar 2015 zu einem Trainingslager der afghanischen A-Nationalmannschaft nach Dubai eingeladen. Zu einem Einsatz in den Testspielen gegen Laos (2:0) und Bangladesch kam er jedoch nicht. Erst am 5. September 2016 debütierte er im Nationaltrikot bei der 0:2-Niederlage gegen Libanon; in der 72. Minute sah er wegen  wiederholten Foulspiels die gelb-rote Karte.

## Erfolge
- Meister der Derde Divisie (2): 2015, 2016
  - Aufstieg in die Tweede Divisie (1): 2016